# Église Notre-Dame de Kazan (Jūrmala)
L'Eglise de la Mère de Dieu de Kazan (en letton : Dzintaru Dievmātes Kazaņas ikonas pareizticīgo baznīca) est une église orthodoxe russe située dans la ville lettone de Jūrmala. Elle est dédiée à Notre-Dame de Kazan.

## Architecture et histoire
L'église actuelle a été construite en 2017-2018 sur l'emplacement d'un bâtiment précédent. L'église originale a été construite, financée par des dons, à partir du 18 juillet 1894, et consacrée le 23 juillet 1896. Le bâtiment est resté intact pendant la Première et la Seconde Guerre mondiale. Cependant, pendant l’occupation soviétique de la Lettonie, l’église fut démolie en 1962.
Les services religieux ont repris en 2010. En 2012, la propriété a été restituée à l'Église orthodoxe. Une première pierre a été posée en 2013. Cependant, la reconstruction a suscité une controverse. L'emplacement sur un lieu bruyant et touristique, la rue Jomas, ainsi que la taille et la conception de l'église (notamment la hauteur du clocher de l'église) ont été critiqués. Cependant, le conseil municipal de Jurmala a voté en faveur des plans de construction en août 2013.

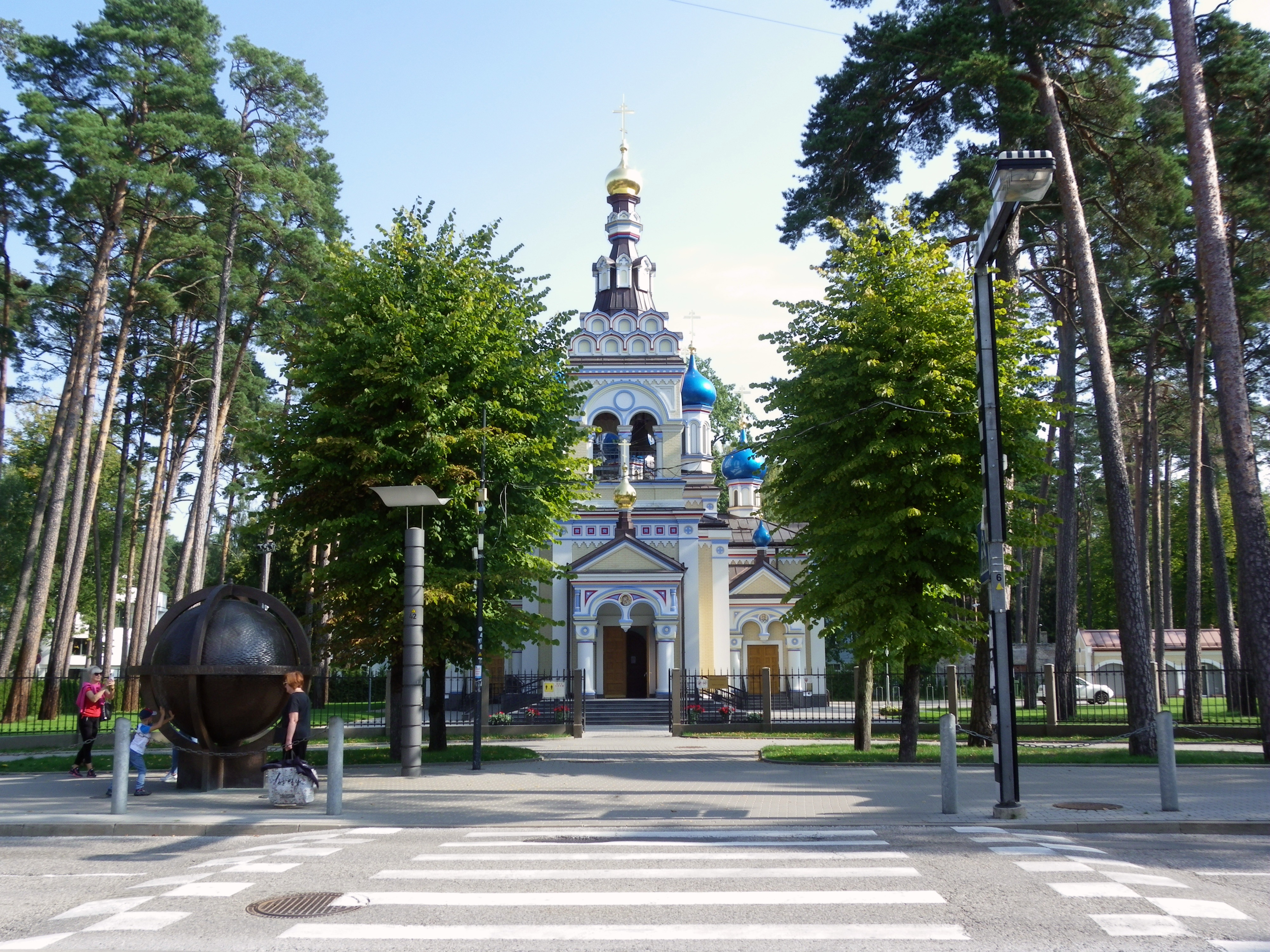
Vue de l'église
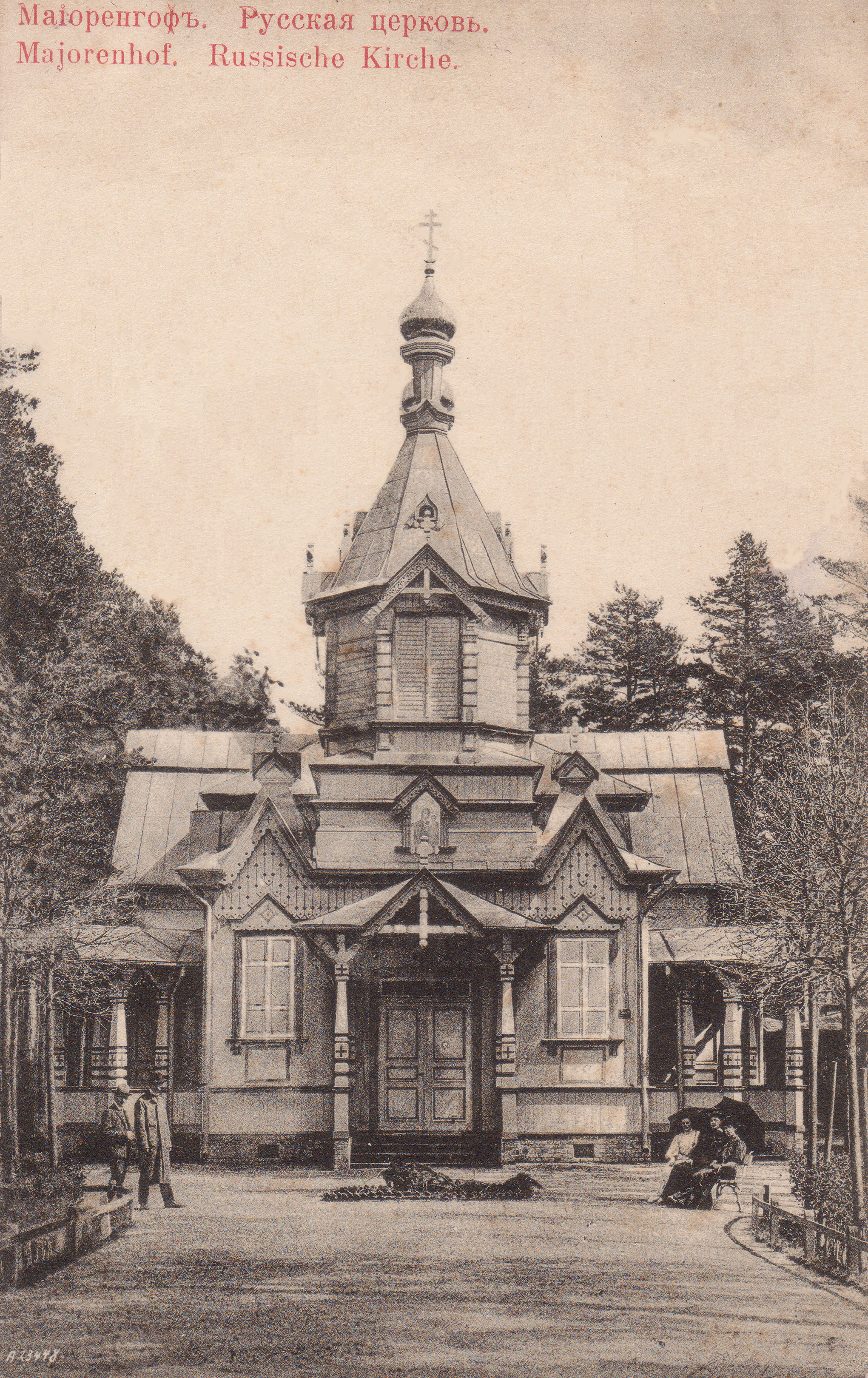
Ancienne église du début du XXe siècle

## Source de traduction
- (de) Cet article est partiellement ou en totalité issu de l’article de Wikipédia en allemand intitulé « Kasaner Gottesmutter (Jūrmala) » (voir la liste des auteurs).